# Abel Figueiredo
Abel Figueiredo es una ciudad y municipio del estado del Pará, Brasil. Se localiza en la microrregión de Paragominas, mesorregión del Sudeste Paraense. El municipio tiene 6446 habitantes (2003) y 614,3 km². Fue creado en 1993.

## Historia
La ciudad recibió el nombre de un expolítico de la región, Abel Figueredo, diputado de São João do Araguaia. Es uno de los municipios más nuevos del sudeste de Pará.
El núcleo surgió en 1964, en los márgenes de la autopista PA-70. La construcción de la carretera atrajo a muchas personas, principalmente inmigrantes. Quizás eso sea una explicación para una de las características de Abel Figueredo: la falta de manifestaciones culturales propias. La más importante es la procesión de Nossa Senhora da Conceição, que se celebra en el mes de diciembre.
El núcleo estuvo bajo jurisdicción de São João do Araguaia hasta 1968. En 1987 se convirtió en un distrito del municipio de Bom Jesus do Tocantins y así fue hasta la emancipación en 1991.